# Althepus hongguangi
Espèce
Althepus hongguangi est une espèce d'araignées aranéomorphes de la famille des Psilodercidae.

## Distribution
Cette espèce est endémique de Sulawesi en Indonésie,.

## Description
Le mâle holotype mesure 4,20 mm et la femelle paratype 3,90 mm.

## Étymologie
Cette espèce est nommée en l'honneur de Hong-guang Liu.

## Publication originale
- Li, Liu & Li, 2018 : Ten new species of the spider genus Althepus Thorell, 1898 from Southeast Asia (Araneae, Ochyroceratidae). ZooKeys, no 776, p. 27-60 (texte intégral).